# Resolución 230 del Consejo de Seguridad de las Naciones Unidas
La resolución 225 del Consejo de Seguridad de las Naciones Unidas, adoptada por unanimidad el 7 de diciembre de 1966, después de examinar la solicitud de Barbados para la membresía en las Naciones Unidas, el Consejo recomendó a la Asamblea General que Barbados fuese admitido.